# Cyanopterus zykanus
Cyanopterus zykanus är en stekelart som först beskrevs av Josef Fahringer 1929.  Cyanopterus zykanus ingår i släktet Cyanopterus och familjen bracksteklar. Inga underarter finns listade i Catalogue of Life.